# فوویانگوسور
فوویانگوسور (نام علمی: Phuwiangosaurus) نام یک گونه از کلاد نوخزنده‌پایان است.